# غوران يوهانسون (مجدف)
غورَان يوهانسون (بالسويدية: Göran Johansson)‏ هو مجدف سويدي، ولد في 15 مارس 1957 في غوتنبرغ في السويد.

## وصلات خارجية
- غورَان يوهانسون على موقع الاتحاد الدولي للتجديف (الإنجليزية)
- غورَان يوهانسون على موقع أوليمبيديا (الإنجليزية)
- غورَان يوهانسون على موقع اللجنة الأولمبية السويدية (السويدية)